# La Trinidad, Coapilla
La Trinidad är en ort i Mexiko.   Den ligger i kommunen Coapilla och delstaten Chiapas, i den sydöstra delen av landet, 700 km öster om huvudstaden Mexico City. La Trinidad ligger 1 060 meter över havet och antalet invånare är 169.
Terrängen runt La Trinidad är kuperad västerut, men österut är den bergig. Runt La Trinidad är det ganska tätbefolkat, med 56 invånare per kvadratkilometer. Närmaste större samhälle är Copainalá, 5,6 km väster om La Trinidad. Omgivningarna runt La Trinidad är en mosaik av jordbruksmark och naturlig växtlighet.